# T-хелперы
Т-хелперы (от англ. helper — помощник), также известные, как Th-клетки, CD4+ Т-клетки, CD4+ клетки или CD4-положительные лимфоциты — вид Т-клеток, которые выполняют функции регулирования процессов работы других клеток иммунной системы (Т-киллеров , B-лимфоцитов, макрофагов, NK-клеток), распознают антигены и «принимают решения» о запуске или остановке процессов функционирования механизмов приобретённого клеточного иммунного ответа. Основным фенотипическим признаком Т-хелперов служит наличие на поверхности клетки молекулы CD4.

## Жизненный цикл Т-хелперов
В среднем, Т-хелперы живут около 10 лет. За период своего существования они проходят ряд этапов формирования, в процессе которых претимоциты (предшественники Т-лимфоцитов, производящиеся у человека в красном костном мозге) превращаются в полноценных Т-хелперов.

### Тимус
Как и все Т-лимфоциты, в отличие от других иммунных клеток, Т-хелперы в обязательном порядке проходят в тимусе (вилочковой железе) так называемое иммунологическое «обучение» (процесс развития претимоцитов до Т-клеток). После иммунологического «обучения» только 5 % тимоцитов (клеток, «учащихся» в тимусе) в итоге становятся Т-лимфоцитами. Остальные же 95 % уничтожаются из-за своей непригодности к правильному выполнению функций Т-клеток. Причём, как показали исследования, объединение нескольких тимусов в условиях эксперимента не меняет этого соотношения.

### «Недавние эмигранты из тимуса (RTE)» и «наивные» Т-хелперы (Тh0)
По окончании процесса «обучения», так называемые «недавние эмигранты из тимуса (RTE)» заселяются в периферические (вторичные) лимфоидные органы (в селезёнку и лимфатические узлы), где они дозревая превращаются в Т-хелперов (если они CD4-положительные), которые до своего первого контакта с антигеном (то есть, до начала выполнения ими своих прямых задач) будут считаться «наивными» (Th0).

### Активация «наивных» Т-хелперов (Th0)

#### Процесс активации
Когда антигенпрезентующая клетка (АПК) поглощает антиген (антигеном обычно является бактерия или вирус) она доставляет его в ближайший лимфатический узел. В лимфоузле АПК демонстрирует Т-хелперам эпитоп (частицу антигена, распознающуюся иммунной системой), который связан с молекулами главного комплекса гистосовместимости 2-го класса (МНС-II). Когда «наивный» Т-Хелпер связывается с АПК, его Т-клеточный рецептор (TCR) вместе со своим корецептором (CD4) взаимодействует с комплексом эпитоп-МНС, после чего, в результате череды сложных биохимических реакций, антиген распознаётся. Но на этом процесс активации Т-хелпера ещё не завершается.

#### Сигнал 1
Во время того, как «наивный» Т-хелпер взаимодействует с АПК, в нём параллельно протекает и другой биохимический процесс, именуемый «сигналом 1». Он запускает в Т-клетке (это касается не только CD4-положительных, но и других «наивных» Т-лимфоцитов) механизм, который, если не будет остановлен, сделает её аэнергичной, после чего такая Т-клетка будет просто бесполезно циркулировать по организму, пока не подвергнется апоптозу. Данный процесс является защитным механизмом, смысл которого—убедиться в том, что новый Т-лимфоцит правильно выполняет свои функции (в случае с Т-хелпером проверяется, распознаёт ли он антиген).

#### Сигнал 2 — Выживание
В Т-хелпере сигнал 2 активируется при взаимодействии между белком CD28 Th-клетки и белками CD80 и CD86 на поверхности АПК. Это взаимодействие свидетельствует о том, что антиген распознан Т-хелпером, поэтому сигнал 2 запускается и нейтрализует разрушительные процессы, активированные в Т-хелпере сигналом 1, после чего тот активируется, вместо того, чтобы стать аэнергичным.

#### Сигнал 3 — Дифференциация
После того, как Т-хелпер активирован двумя сигналами, он получает способность к размножению. Это происходит под влиянием мощной секреции интерлейкина-2, действующего аутокринно. Активированные Т-хелперы начинают производить альфа-субъединицы рецептора интерлейкина-2 (CD25 или IL-2R), тем самым активируя процессы пролиферации Т-хелпера.

После завершения всех вышеперечисленных процессов, Т-хелпер перестаёт быть «наивным».

## Задачи Т-хелперов
1. Регуляция функциональных процессов других иммунных клеток путём смены их рабочего состояния
2. Распознавание антигенов
3. Управление механизмами адаптивного клеточного иммунного ответа посредством производства особых цитокинов, способных оказывать различное влияние на работу иммунной системы (по сути, цитокины—это средство коммуникации иммунных клеток между собой).

При этом влияние на иммунную систему для обеспечения борьбы с инфекцией может оказывать только лишь большое количество Т-хелперов.

## Основные типы Т-хелперов и их функции
На самом деле Т-хелперы далеко не одинаковые. Они делятся на множество типов и подтипов, которые, несмотря на общие задачи, выполняют разные функции в защите организма.
1. Т-хелперы 1 (Th1)—способствуют развитию клеточного иммунного ответа, активируют макрофаги. Делают они это при помощи своего основного цитокина—интерферона-гамма.
2. Т-хелперы 2 (Th2)—отвечают за противопаразитарный иммунитет. Регулируют производство IgE. Также могут способствовать развитию аллергических реакций. Продуцируют интерлейкины- 4, 5 и 13. Располагаются в тканях, а не в лимфатической системе.
3. Т-хелперы 3 (они же Регуляторные Т-клетки, Т-регуляторы, Т-супрессоры, Т-reg)—главные регуляторы иммунного ответа. Экспрессируют на поверхности своих мембран молекулы СD25 и транскрипционный фактор Foxp3, продуцируют интерлейкин-10 и трансформирующий фактор роста-beta (TGF-beta), за счёт чего подавляют силу иммунной реакции ради обеспечения её контроля.
4. T-хелперы 17 (Th17)—в больших количествах продуцируют провоспалительный цитокин—интерлейкин-17 (IL-17). Способны провоцировать развитие аутоиммунных заболеваний.
5. Т-хелперы 22 (Th22)—роль данного типа Т-хелперов в защите организма пока не ясна, ведь открыт он был совсем недавно. Обнаружен при воспалительных заболеваниях кожи. Продуцирует интерлейкин-22 (IL-22).
6. Фолликулярные Т-клетки (Т-фолликулярные хелперы, Тфк)—специализируются на взаимодействии с В-лимфоцитами и регуляции выработки последними иммуноглобулинов (антител).

## Заболевания, связанные с нарушением функции Т-хелперов

### У человека

#### Гиперчувствительность
Гиперчувствительность—это неадекватно бурная реакция иммунной системы на очень низкий уровень антигена. Именно гиперчувствительность является причиной аллергии и некоторых аутоиммунных заболеваний.
Основные 4 типа реакции гиперчувствительности (первые 3-это так называемые «реакции немедленного действия», а 4-й—"замедленного"):
1. Гиперчувствительность 1-го типа—во всех таких реакциях принимает активное участие патологический иммуноглобулин E, за выработку В-лимфоцитами которого ответственны Т-хелперы 2 (Th2). К реакциям гиперчувствительности 1-го типа относятся бронхиальная астма, аллергический ринит, экзема, крапивница и анафилаксия.
2. Гиперчувствительность 2-го и 3-го типа—связаны с выработкой аутоиммунных антител, производство которых стимулируется Т-хелперными цитокинами. Ярким примером такого рода гиперчувствительности является системная красная волчанка (СКВ).
3. Гиперчувствительность 4-го типа—вызвана чрезмерной активностью лимфоцитов и макрофагов, а также угнетением Т-супрессоров.

Другие типы гиперчувствительности, включающие в себя и различные аутоиммунные заболевания, вызываются неправильной работой цитотоксических Т-лимфоцитов (Т-киллеров), а также таким явлением, как реакция отторжения трансплантата.

#### ВИЧ-инфекция
ВИЧ-инфекция — инфекционное заболевание человека, возбудителем которого является вирус иммунодефицита человека (ВИЧ), поражающий иммунные клетки популяции СD4 (в первую очередь это, конечно, Т-хелперы, но вирус может атаковать и другие клетки иммунной системы, экспрессирующие СD4, пускай и в крайне небольших объемах (такими клетками могут вполне стать макрофаги)). В CD4+ клетку вирус проникает при помощи специального гликопротеина на своём S-белке — gp120. Со временем ВИЧ-инфекция переходит в свою терминальную стадию—Синдром приобретённого иммунного дефицита (СПИД), при котором уровень Т-хелперов в организме становится чрезвычайно низким, из-за чего происходит почти полная потеря координации и стимуляции иммунной системы, из-за чего развиваются оппортунистические инфекции, которые не характерны для людей с нормальным иммунным статусом, а обычные инфекции, например грипп , могут оказать более сильное воздействие на организм. Также у больных СПИДом может наблюдаться развитие новообразований по всему организму. Это связано с фатальным нарушением функции противоопухолевого иммунитета, который у здорового человека постоянно на клеточном уровне уничтожает зачатки доброкачественных и злокачественных (раковых) новообразований (опухолей). Способа полностью излечится от ВИЧ пока что не найдено, как и действенной вакцины. К счастью, благодаря антиретровирусной терапии больные ВИЧ могут жить нормальной жизнью.

#### Т-лимфотропный вирус человека
Т-лимфотропный вирус человека—серотип вирусов, поражающих человеческие Т-клетки (в том числе и Т-хелперы). При своём размножении (репликации) провоцируют в геноме Т-клеток ряд мутаций, впоследствии приводящих к Т-клеточному лейкозу и Т-клеточной лимфоме.

### У других животных

#### Вирус иммунодефицита кошек (ВИК)
В принципе, ВИК — это почти такой же вирус, как и ВИЧ, но заражающий не человека, а животных из семейства кошачьих (главным образом кошек). Но, в отличие ВИЧа, ВИК поражает не только CD4-положительные клетки, но и СD8+ Т-лимфоциты, и В-лимфоциты, и макрофаги. Но самый сильный удар всё равно направлен именно на Т-хелперов. Около 4,5 % всех кошек в мире инфицированы ВИКом. Антиретровирусной терапии для домашних котов, больных ВИКом, не существует, как и вакцины.

#### Аллергия у животных
Природа аллергических реакций у животных идентична человеческой (то есть, перебои в работе Т-хелперов также имеют место у животных, как и у людей). Но из-за мелких различий в строении и организации иммунных систем, а также из-за воздействия определённых внешних факторов, аллергены у разных видов максимально разнообразны.